# Theo Neutelings
Theo (Theodoor Renier) Neutelings (Berg aan de Maas, 30 november 1892 – Neerharen, 15 november 1994) was een Nederlands ondernemer en directeur van Liga.
Tijdens de Eerste Wereldoorlog werkte Neutelings als controleur van de Belastingen in Bergen op Zoom. Daarnaast wist hij een boekhouddiploma te behalen. In 1919 begon hij bij de firma Loose en Zoon, de voorloper van de latere Ligafabrieken. Na een korte periode als boekhouder bij de Staatsmijn Hendrik keerde hij in 1920 terug als boekhouder bij Liga. In 1923 kreeg hij de leiding van de fabriek in handen en na enkele interne conflicten was hij vanaf 1926 alleen algemeen directeur.
In 1923 werden de eerste kinderbiscuits geproduceerd, wat op dat moment een gat in de markt bleek te zijn. In het beginjaar werden 289 duizend dozen verkocht. Vijf jaar later wist Neutelings zijn bedrijf landelijke bekendheid te bezorgen door voedselhulp te leveren toen het luchtschip Italia van Umberto Nobile tijdens een Noordpoolexpeditie crashte. In 1949 verhuisde hij de fabriek naar Roosendaal. Vooral in de jaren vijftig en zestig was het bedrijf succesvol. Het hoogtepunt bereikte Liga toen in 1970 in Europa 64 miljoen doosjes werden verkocht.
Naast zijn werk vervulde Neutelings ook verschillende maatschappelijke functies. Zo was hij mede-oprichter van de moderne Maria Ommegang in Bergen op Zoom. Op zijn 75ste begon Neutelings nog aan een studie filosofie aan de universiteit van Aken, dertien jaar later mocht hij zich doctor in de filosofie noemen. 
Hij overleed in 1994 op 101-jarige leeftijd, twee weken voor z'n volgende verjaardag.